# Rubito Larramendia
Agustín Larramendia Cortesi, conocido como  Rubito Larramendia (Isla Sacã, compañía de Fulgencio Yegros, Departamento de Caazapá, Paraguay, 30 de septiembre de 1913 – Buenos Aires, Argentina, 14 de noviembre de 1988 ), fue un músico, cantante y compositor paraguayo, autor de diversas obras de música paraguaya. Su voz de tenor fue muy apreciada y está registrada en diversas grabaciones.

## Biografía
Provenía de una familia de músicos y desde niño se inició en el canto con sus hermanos. Comenzó su aprendizaje con Santiago Cortesi, primero, y con Luis Cañete después. Al radicarse en Buenos Aires siguió estudiando con Juan Escobar y Francisco Alvarenga. También recibió lecciones de canto de la soprano paraguaya Ester Acuña Falcón. 
Durante la Guerra del Chaco fue uno de quienes concurría a alentar a los combatientes con música paraguaya y en tal carácter formó parte del Conjunto Guaraní que dirigía Julián Rejala. Finalizada la guerra se radicó en la Argentina al igual que otros artistas de su país.
Rubito Larramendia actuó con José Asunción Flores, grabando en 1939 con la conocida Orquesta Ortiz Guerrero, formando con Cristóbal Cáceres el dúo Larramendia–Cáceres. Este dúo grabó, entre otras canciones, Che Lucero Aguai'y (de Juan Manuel Ávalos, “Kangue Herrero”), Rosa (letra de Félix Fernández, música de Félix Pérez Cardozo), Che Yboty Mombyry (letra de Carlos Miguel Jiménez, música de Fidelino Castro Chamorro), Purahéi Ndéve Guarã (de Sebastián Aparicio De Los Ríos), Minero Sapukái (letra de Teodoro Salvador Mongelós y Néstor Ulises Romero Valdovinos, música de Emilio Bigi), Oñondivemi (letra de Félix Fernández, música de Agustín Barboza). Por esa época también grabó junto a aquella orquesta en dúo con Agustín Barboza.
Alrededor de 1944, Rubito Larramendia formó su primer conjunto con sus hermanos menores Luciano (Chulo) y Generoso (Chirole), su primo Santiago Cortesi – arpista y autor de la muy conocida polka “Isla Sacã"- y los guitarristas Fidelino Castro Chamorro y Teófilo Noguera Ávalos, con Jorge Porfirio en el bombo. Este conjunto brilló durante 25 años con actuaciones en Buenos Aires, Mar del Plata y en muchos festivales folclóricos del país. Cuando Cortesi volvió al Paraguay, lo reemplazó en el arpa Quintín Irala y en ocasiones el sexteto tuvo el aporte del contrabajista Eulogio Cardozo y del cantante Oscar Mendoza.
En 1953 el conjunto participó en la película argentina Intermezzo criminal, dirigida por Luis José Moglia Barth.
En 1959, Rubito Larramendia recibió en el Teatro Astral de Buenos Aires el homenaje de sus colegas, ocasión en que actuaron, entre otros, Herminio Giménez, Ignacio Alderete, Demetrio Ortiz, Alberto de Luque, Emigdio Ayala Báez, Teófilo Escobar y Martín Leguizamón. Después del cierre musical a cargo del conjunto, que por entonces ya se llamaba "Los hermanos Larramendia", se representó la obra El grito del pueblo, de Generoso Larramendia inspirada en Tetaguá sapucai.

## Grabaciones
Entre las grabaciones de los Larramendia y de Rubito Larramendia se destacan Yo Sé Que Vendrás (de Rubito Larramendia y Rodolfo Freites Casa), Esperanza Blanca (música de Rubito Larramendia, con letra de Jacinto Herrera), Michî Ra'ymi (letra de Francisco Cristaldo, música de Florentín Giménez) y Brisa Suave (música de Rubito Larramendia y Fidelino Castro Chamorro, con letra de Mauricio Cardozo Ocampo), Tardes Asuncenas de Néstor Ulises Romero Valdovinos y Teófilo Noguera Ávalos, Oración a Mi Amada de Emigio Ayala Báez, Tu Canción, Madre y Bajo el Reino de las Estrellas de su hermano Generoso “Chirole” Larramendia.
En 1961 los Larramendia hicieron un álbum compartido con Óscar Mendoza en homenaje al sesquicentenario de la independencia de Paraguay, titulado En la Aurora de Paraguay, compuesto, entre otros temas, por Tetãgua Sapukái (letra de Víctor Montórfano musicalizada por Félix Pérez Cardozo), Campamento Cerro León (Motivo Popular), Así Canta Mi Patria (letra de Lionel Enrique Lara Sigaud, música de Florentín Giménez) y Mi Patria Soñada (versos de Carlos Miguel Jiménez, música de Agustín Barboza).
Uno sus últimos trabajos fue el álbum de 1970 La cumbre del titán al mariscal Francisco Solano López en el centenario de su martirologio en Cerro Corá.
Rubito Larramendia falleció en Buenos Aires el 14 de noviembre de 1988, a los 76 años de edad.